# 2236 Австразія
2236 Австразія (2236 Austrasia) — астероїд головного поясу, відкритий 23 березня 1933 року.
Тіссеранів параметр щодо Юпітера — 3,509.